# 동영
동영(董永, ? ~ ?)은 후한 초기의 제후이다.

## 행적
건무 2년(26년), 전한 때 동무를 끝으로 폐지되었던 고창후(高昌侯)에 봉해져 가문을 이었다.

## 출전
- 반고, 《한서》 권17 경무소선원성공신표

| 선대 (26년 전) 동무 | 후한의 고창후 26년 5월 기사일 ~ ? | 후대 (불명) |